# Onmenselijkheid
Onmenselijkheid is extreme wreedheid tegen andere mensen of het in positie brengen van mensen zodat ze in een onmenselijke positie geraken. Dergelijk gedrag gaat bij bijna alle mensen tegen het menselijk gevoel in.
De persoon die een onmenselijke handeling verricht beschikt vaak over geen tot weinig gevoel en emotie of heeft een grondige afwijking. Een handeling wordt onmenselijk genoemd als andere mensen zich niet voor kunnen stellen dat een mens daartoe in staat is.
Onmenselijkheid kwam veel voor in concentratiekampen in de Tweede Wereldoorlog, maar ook in kampen in Siberië (Sovjet-Unie) in de tijd van Stalin. Mensen werden daarnaartoe verbannen onderwijl de overlevingskans nihil was. Verder vond in de jaren negentig nog genocide plaats (Joegoslavië, Rwanda), hetgeen ook als onmenselijk wordt beschouwd.